# Satyrus levezica
Satyrus levezica är en fjärilsart som beskrevs av Varin 1965. Satyrus levezica ingår i släktet Satyrus och familjen praktfjärilar. Inga underarter finns listade.